# Artemas (imię)
Artemas – imię łacińskie  jest spieszczoną formą greckiego imienia Arthemēs, lub Arhemídōros, co w pierwszym przypadku oznacza tyle co zdrowy, a w drugim dar Artemidy. Polskimi odpowiednikami tego imienia są występujące od XV wieku imiona: Artym, Hartym, Artymi i Hartymi, a także utworzone od niego nazwiska Artymiec i Artymow. Imieniny obchodzi 30 czerwca, 22 lipca i 30 października.